# Petrogale
Petrogale là một chi động vật có vú trong họ Macropodidae, bộ Hai răng cửa. Chi này được Gray miêu tả năm 1837. Loài điển hình của chi này là Kangurus penicillatus Gray, 1827.

## Các loài
Chi này gồm các loài:
- Petrogale assimilis Ramsay, 1877
- Petrogale brachyotis (Gould, 1841)
- Petrogale burbidgei Kitchener e Sanson, 1978
- Petrogale coenensis Elridge e Close, 1992
- Petrogale concinna Gould, 1842
- Petrogale godmani Thomas, 1923
- Petrogale herberti Thomas, 1926
- Petrogale inornata Gould, 1842
- Petrogale lateralis Gould, 1842
- Petrogale mareeba Elridge e Close, 1992
- Petrogale penicillata (Gray, 1827)
- Petrogale persephone Maynes, 1982
- Petrogale purpureicollis Le Souef, 1924
- Petrogale rothschildi Thomas, 1904
- Petrogale sharmani Elridge e Close, 1992
- Petrogale xanthopus Gray, 1855

## Hình ảnh

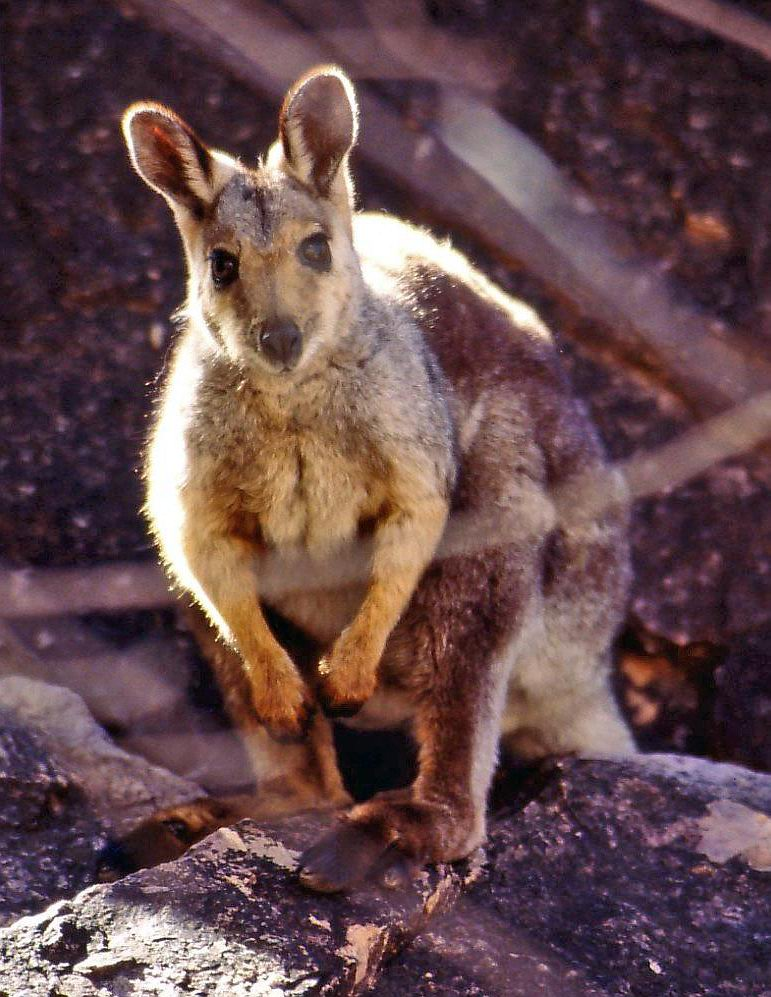
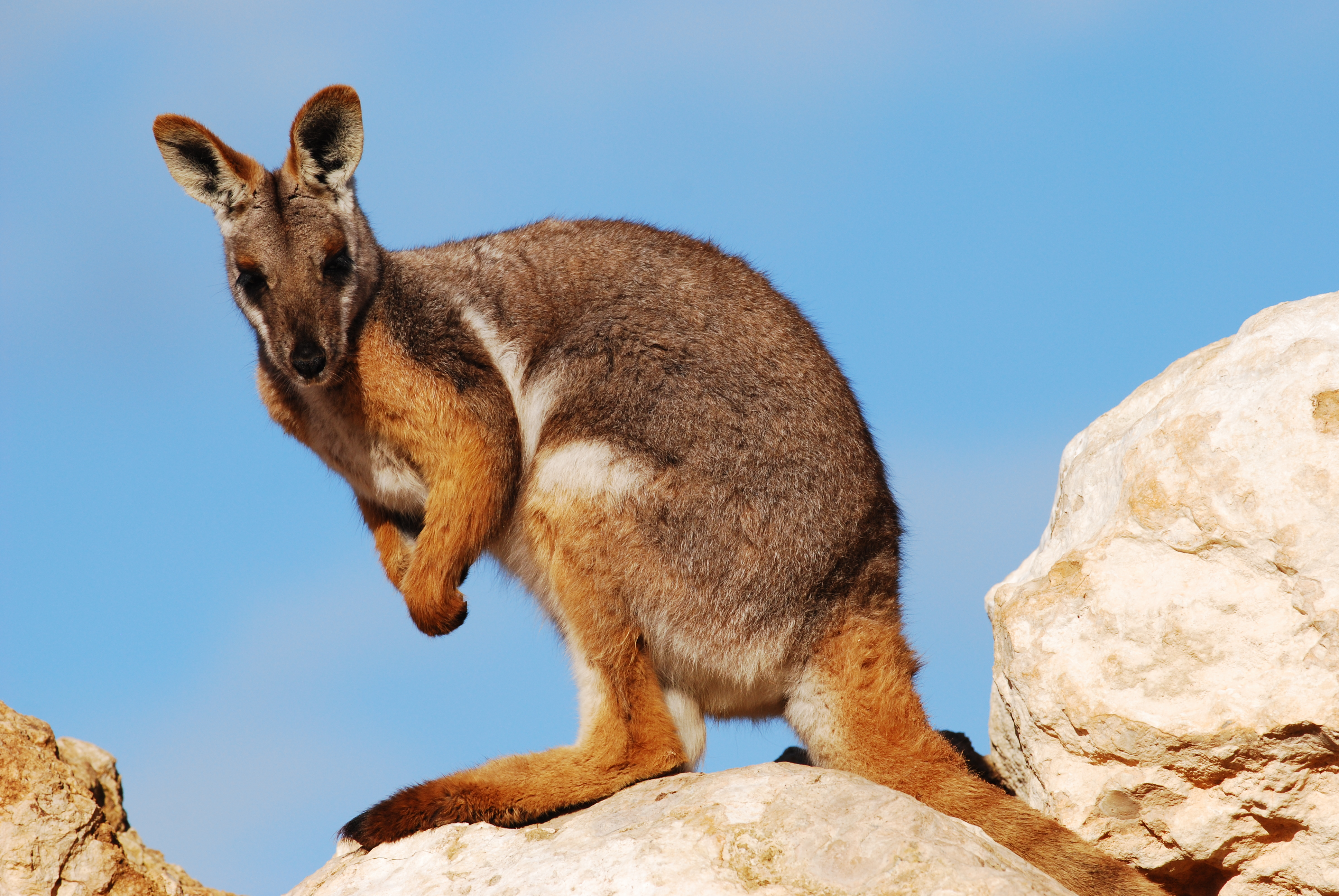
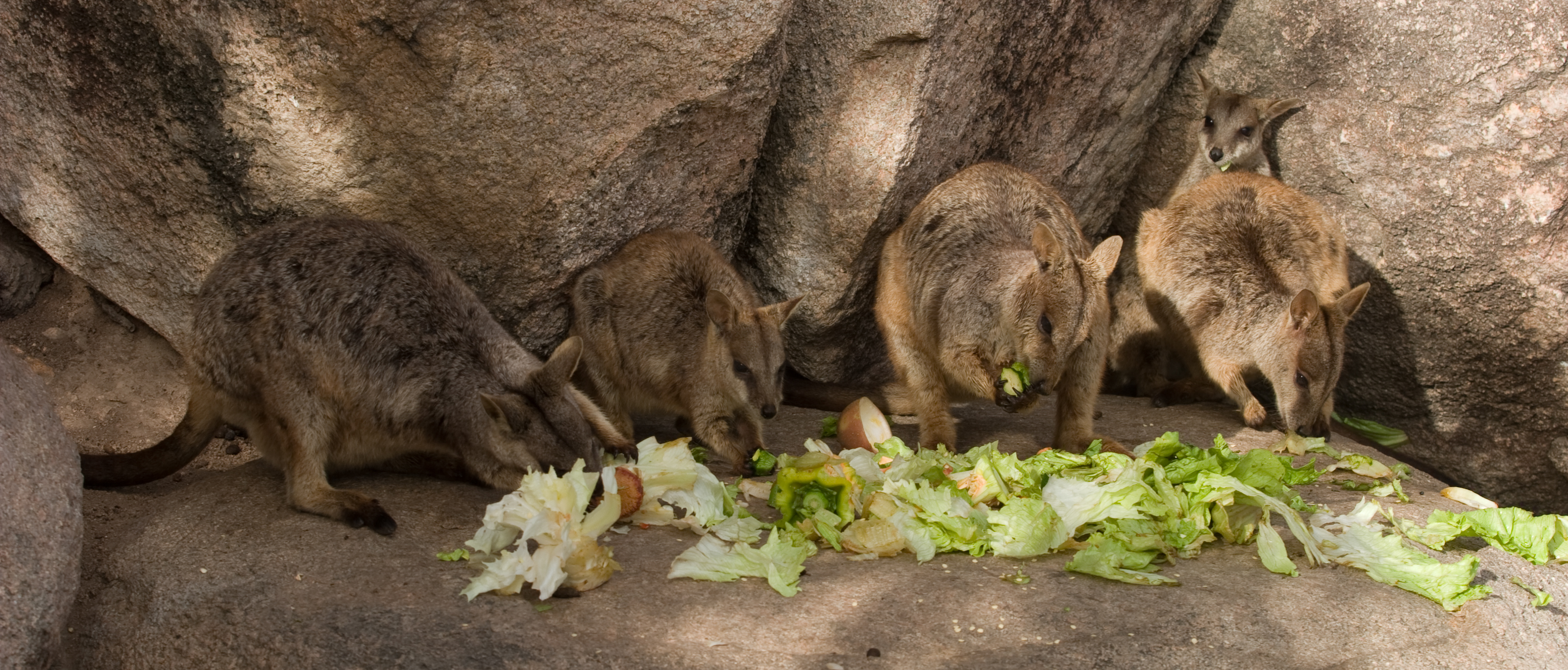
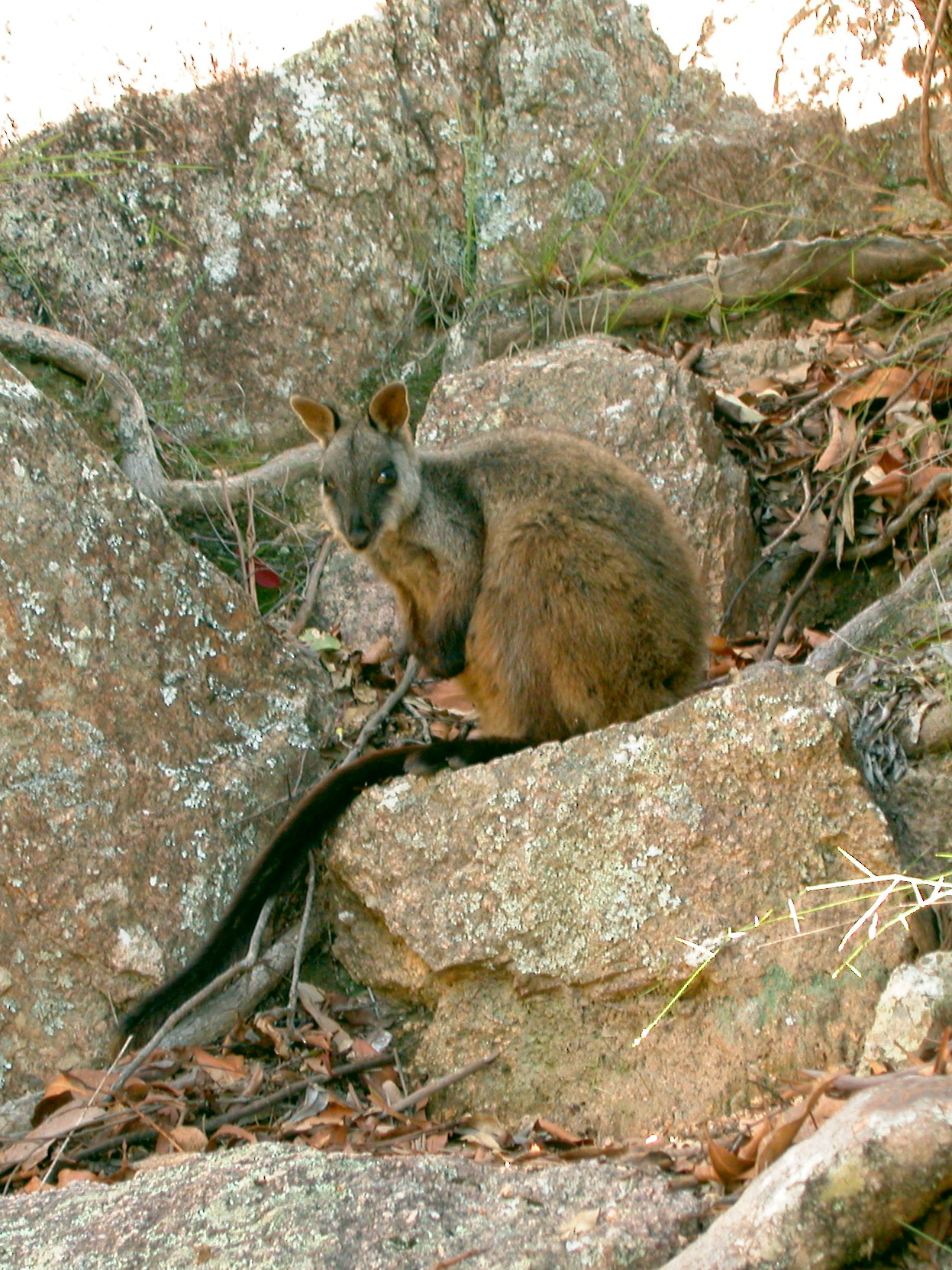